# 舞阪町舞阪
舞阪町舞阪（まいさかちょうまいさか）は静岡県浜松市中央区の大字。住居表示未実施。

## 地理
浜松市中央区の南西部に位置する。西側は浜名湖に、南側は遠州灘に面している。東で馬郡町・舞阪町浜田・舞阪町長十新田、西で舞阪町弁天島及び湖西市新居町新居、北で篠原町（飛地）及び雄踏町宇布見と接する。

### 海
- 太平洋（遠州灘）

### 湖沼
- 浜名湖

### 河川
- 新川

### 学区
小学校・中学校の学区は以下の通りである。
- 浜松市立舞阪小学校
- 浜松市立舞阪中学校

## 歴史

### 沿革
- 1889年（明治22年）4月1日 - 町村制の施行により、敷知郡舞坂宿が長十請新田などと合併して敷知郡舞阪町となる[WEB 8]。旧町名は舞阪町の大字として残る。また、町役場が大字舞阪に置かれる[書籍 1]。
- 1896年（明治29年）4月1日 - 郡制の施行により、舞阪町の所属郡が浜名郡に変更となる。
- 1967年（昭和41年）6月1日 - 土地改良事業の完了[書籍 2]により、浜松市馬郡町との間で境界変更を実施する[WEB 8]。
- 1968年（昭和42年） - 大字舞阪の一部を分割し、大字浜田を新設する[WEB 9]。
- 2005年（平成17年）7月1日 – 舞阪町外10市町村が浜松市に編入される。大字舞阪から舞阪町舞阪へ住所表記が変更となる。
- 2007年（平成19年）4月1日 - 浜松市が政令指定都市となる。舞阪町舞阪は西区の一部となる。
- 2024年（令和6年）1月1日 - 浜松市の行政区再編により、舞阪町舞阪は中央区の一部となる。

## 施設
- 浜松市立舞阪第2保育園
- 浜松市立舞阪幼稚園（休園中）
- 社会福祉法人順愛会幼保連携型認定こども園順愛こども園
- 浜松市立舞阪小学校
- 浜松市立舞阪中学校
- 静岡県警察浜松西警察署舞阪町交番
- 浜松市舞阪支所
- 浜松市舞阪保健センター
- 浜松市立舞阪図書館
- 浜松市舞阪総合体育館（舞童夢）
- 浜松市舞阪郷土資料館
- 浜松市ふれあい交流センター舞阪
- 浜松市舞阪吹上墓地
- 舞阪灯台
- 浜名漁業協同組合
- 舞阪漁港
- 浜松市営今切団地
- 舞阪表浜公園
- 表浜東公園
- 曹洞宗 海福山 養泉寺
- 白王稲荷神社
- 岐佐神社

## 交通

### 道路
- 国道42号（浜名バイパス）
- 国道301号
- 静岡県道49号細江舞阪線（東海道）

## その他

### 警察
警察の管轄区域は以下の通りである。
| 番・番地等 | 警察署       | 交番・駐在所 |
| ---------- | ------------ | ------------ |
| 全域       | 浜松西警察署 | 舞阪町交番   |

### 消防
消防の管轄区域は以下の通りである。
| 番・番地等 | 消防署   | 本署/出張所 |
| ---------- | -------- | ----------- |
| 全域       | 西消防署 | 本署        |

### 書籍
1. ↑  『浜松市史 三』浜松市役所、1980年3月26日、177頁。
2. ↑  『舞阪町史 下巻』舞阪町、1999年3月1日、675,676頁。

### WEB
1. ↑  “h02_22.csv”.   総務省 (2022年2月10日). 2024年7月27日閲覧。
2. ↑  “chuouku_menseki.xlsx”.   浜松市 (2024年3月12日). 2024年7月27日閲覧。
3. ↑  “静岡県 浜松市中央区 舞阪町舞阪の郵便番号 - 日本郵便”.   日本郵便. 2025年2月15日閲覧。
4. ↑  “市外局番の一覧”.   総務省 (2022年3月1日). 2024年7月27日閲覧。
5. ↑  “事業所案内及び管轄地域（事務所3件、分室3件）”.   一般社団法人静岡県自動車会議所. 2024年7月27日閲覧。
6. ↑  “住居表示実施状況／浜松市”.   浜松市 (2024年1月4日). 2024年7月27日閲覧。
7. ↑  “学校名から探す／浜松市”.   浜松市 (2024年1月1日). 2024年7月27日閲覧。
8. 1 2  “historyofcities.pdf”.   静岡県総務部合併推進室・財団法人静岡県市町村振興協会. 2024年10月14日閲覧。
9. ↑  “解説ページ”.   株式会社エア. 2024年10月14日閲覧。
10. ↑  “舞阪町交番｜静岡県警察”.   静岡県警察 (2024年1月1日). 2024年7月27日閲覧。
11. ↑  “消防署の町別管轄「ま」／浜松市”.   浜松市 (2023年4月3日). 2024年7月27日閲覧。